# Robert Boldt
Johan Georg Robert Boldt, född 3 januari 1861 i Kuopio, död 26 juni 1923 i Helsingfors, var en finländsk skolman och botaniker. Han var bror till Jean och Alexander Boldt. 
Boldt verkade 1886–1903 som lärare vid privatläroverk i Björneborg och Helsingfors, blev filosofie doktor 1891 och undervisade sedan i naturkunnighet och geografi vid Svenska lyceum i Helsingfors till sin död. Hans vetenskapliga specialfack var algologin; kartlade bland annat grönalgernas utbredning på Grönland och i Norden. Boldt, som har kallats den finländska hembygdsforskningens fader, grundade 1894 i Lojo den första lokala hembygdsföreningen i Finland, den fortfarande verksamma (numera finskspråkiga) Hembygdsforskningens vänner i Lojo.

## Webblänkar
- Wikimedia Commons har media som rör Robert Boldt.